# Libellago blanda
Libellago blanda är en trollsländeart som först beskrevs av Hagen in Selys 1853.  Libellago blanda ingår i släktet Libellago och familjen Chlorocyphidae. Inga underarter finns listade i Catalogue of Life.